# Kenny
Kenny ist eine Verkleinerungsform der Namen Kenneth und Kennedy.

## Namensträger

### Vorname
- Kenny Baker (1921–1999), britischer Jazz-Trompeter
- Kenny Baker (1934–2016), britischer Schauspieler
- Kenny Berger (* 1947), US-amerikanischer Jazzmusiker
- Kenny Britt (* 1988), US-amerikanischer Footballspieler
- Kenny Burns (* 1953), schottischer Fußballspieler
- Kenny Clarke (1914–1985), US-amerikanischer Jazzschlagzeuger
- Kenny Easterday (1973–2016), US-amerikanischer Schauspieler
- Kenny G (* 1956), US-amerikanischer Saxophonist
- Kenny Golladay (* 1993), US-amerikanischer Footballspieler
- Kenny Hallaert (* 1981), belgischer Pokerspieler und -turnierdirektor
- Kenny Hing (1935–2019), US-amerikanischer Jazzmusiker
- Kenny Hotz (* 1967), kanadischer Comedian
- Kenny Lala (* 1991), französischer Fußballspieler
- Kenny Loggins (* 1948), US-amerikanischer Musiker
- Kenny Parchman (1932–1999), US-amerikanischer Rockabilly-Musiker
- Kenny Perry (* 1960), US-amerikanischer Golfer
- Kenny Rankin (1940–2009), US-amerikanischer Singer-Songwriter
- Kenny Rogers (1938–2020), US-amerikanischer Country-Musiker
- Kenny Rupp (um 1940–2021), US-amerikanischer Jazzmusiker
- Kenny Soderblom (1925–2019), US-amerikanischer Jazz- und Studiomusiker
- Kenny Stamatopoulos (* 1979), griechisch-kanadischer Fußballtorwart, siehe Kyriakos Stamatopoulos
- Kenny Tete (* 1995), niederländischer Fußballspieler
- Kenny Warren (* 1984), US-amerikanischer Jazzmusiker
- Kenny Wheeler (1930–2014), kanadischer Jazzmusiker

#### Kunstfiguren
- Kenneth „Kenny“ McCormick, Figur der US-amerikanischen Fernsehserie South Park, siehe South Park#Kenneth „Kenny“ McCormick

### Film
- Kenny (1987), halbdokumentarisches Filmdrama von Claude Gagnon von 1987

### Musik
- Kenny (Band), britische Band

### Familienname
- Adrian Kenny (* 1945), irischer Autor
- Anthony Kenny (* 1931), englischer Philosoph
- Arturo Kenny (1888–??), argentinischer Polospieler
- Brian Kenny (General) (1934–2017), britischer General
- Charles Kenny (* 1970), US-amerikanischer Ökonom
- Chris Kenny (Boxtrainer) (Christopher Patrick Kenny; um 1938–2016), irisch-neuseeländischer Boxtrainer
- Chris Kenny (Fußballspieler, 1952) (* 1952), US-amerikanischer Fußballspieler
- Chris Kenny (Journalist) (* 1962), australischer politischer Berater und Journalist
- Chris Kenny (Fußballspieler, 1990) (* 1990), irischer Fußballspieler
- Clare Kenny (* 1976), britische Objektkünstlerin
- Courtney Kenny (1847–1930), britischer Jurist und Politiker
- David Kenny (Leichtathlet, 1987) (* 1987), irischer Hürdenläufer
- David Kenny (Leichtathlet, 1999) (* 1999), irischer Geher
- David A. Kenny (* 1946), US-amerikanischer Psychologe
- Elizabeth Kenny (1880–1952), australische Krankenschwester
- Emer Kenny (* 1989), Schauspielerin und Drehbuchautorin
- Enda Kenny (* 1951), irischer Politiker (Fine Gael) und Premierminister
- Eoghan Kenny (* 2000), irischer Politiker
- Francis Kenny (* 1948/1949), US-amerikanischer Kameramann
- Gino Kenny (* 1972), irischer Politiker (Socialist Party, People Before Profit)
- Grant Kenny (* 1961), australischer Kanute
- Henry Kenny (1913–1975), irischer Politiker
- Holly Kenny (* 1995), britische Schauspielerin
- Jason Kenny (* 1988), britischer Radrennfahrer
- Jodie Kenny (* 1987), australische Hockeyspielerin
- Johnny Kenny (* 2003), irischer Fußballspieler
- Jon Kenny (1957–2024), irischer Komiker, Schauspieler, Drehbuchautor und Synchronsprecher
- Jonjoe Kenny (* 1997), englischer Fußballspieler
- Kevin Kenny (* 1961), englischer Dartspieler
- Laura Kenny (* 1992), britische Radrennfahrerin
- Liam Kenny (* 1977), irischer Squashspieler
- Martin Kenny (* 1971), irischer Politiker
- Michael Kenny (1941–1999), britischer Bildhauer und Zeichner
- Michael Hughes Kenny (1937–1995), US-amerikanischer Geistlicher, Bischof von Juneau
- Nick Kenny (* 1993), walisischer Dartspieler
- Paddy Kenny (* 1978), irischer Fußballspieler
- Pat Kenny (Moderator) (Patrick Kenny; * 1948), irischer Hörfunk- und Fernsehmoderator
- Pat Kenny (Snookerspieler), englischer Snookerspieler
- Seán Kenny (* 1942), irischer Politiker
- Shannon Kenny (* 1971), australische Schauspielerin
- Shaun Kenny-Dowall (* 1988), neuseeländischer Rugby-League-Spieler
- Thomas Kelly-Kenny (1840–1914), britischer General
- Tom Kenny (* 1962), US-amerikanischer Synchronsprecher
- William Kenny (Politiker) (1846–1921), britisch-irischer Jurist und Politiker, Unterhausabgeordneter
- William John Kenny (1853–1913), US-amerikanischer Geistlicher, Bischof von Saint Augustine
- Yvonne Kenny (* 1950), australische Sängerin (Sopran)

## Weiteres
- Cairn Kenny in Schottland
- Kenny (Kalifornien), ehemaliger Ort in den Vereinigten Staaten